# Административное деление Бахрейна
Бахрейн подразделяется на 4 мухафазы (губернаторства, араб. محافظة‎; мн. ч. محافظات‎ «мухафазат»).

## Мухафазы
| Карта | Мухафазы  | Мухафазы | Административный центр | Площадь, км² (2014) | Численность населения, чел. (2014, оценка) | Плотность, чел./км² |
| ----- | --------- | -------- | ---------------------- | ------------------- | ------------------------------------------ | ------------------- |
|       |           | Мухаррак | Мухаррак               | 64,8                | 221 009                                    | 3411                |
|       | Северная  | Саар     | 145,5                  | 316 280             | 2174                                       |                     |
|       | Столичная | Манама   | 75,4                   | 516 717             | 6853                                       |                     |
|       | Южная     | Эр-Рифа  | 485,0                  | 260 556             | 537                                        |                     |
| Всего | Всего     | Всего    | 770,9                  | 1 314 562           | 1705                                       |                     |

## История
Первый муниципалитет — Манама — был образован в Бахрейне в июле 1979 года[уточнить]. В 1960 году Бахрейн состоял из 4 муниципалитетов: Манама, Эль-Хадд, Мухаррак и Эр-Рифа. В течение последующих 30 лет количество муниципалитетов было увеличено до 12. Ниже приведены существовавшие до 2002 года муниципалитеты.
| Карта                                                           | Муниципалитеты (до 2002 года) |
| --------------------------------------------------------------- | ----------------------------- |
|                                                                 |                               |
| 1. Эль-Хадд                                                     |                               |
| 2. Манама                                                       |                               |
| 3. Аль-Минтака аль-Гарбия (Западный регион)                     |                               |
| 4. Аль-Минтака аль-Вуста (Центральный регион)                   |                               |
| 5. Аль-Минтака аш-Шамалия (Северный регион)                     |                               |
| 6. Мухаррак                                                     |                               |
| 7. Эр-Рифа ва аль-Минтака аль-Джанубия (Эр-Рифа и Южный регион) |                               |
| 8. Джидхафс                                                     |                               |
| 9. Мадинат-Хамад (на карте не показан)                          |                               |
| 10. Мадинат-Иса                                                 |                               |
| 11. Острова Хавар                                               |                               |
| 12. Ситра                                                       |                               |

3 июля 2002 года территория Бахрейна была поделена между пятью новообразованными мухафазами.
| Карта          | Мухафазы (2002—2010[уточнить]) |
| -------------- | ------------------------------ |
|                |                                |
| 1. Столичная   |                                |
| 2. Центральная |                                |
| 3. Мухаррак    |                                |
| 4. Северная    |                                |
| 5. Южная       |                                |

В сентябре 2014 года Центральная мухафаза была упразднена, а её территория была поделена между Северной, Южной и Столичной мухафазами.